# Dirka po Avstriji
Dirka po Avstriji (nemško Internationale Österreich Rundfahrt) je etapna kolesarska dirka v Avstriji. Med letoma 1949 in 1995 je potekala za amaterske kolesarje, od leta 1996 pa za profesionalne. V letih 2005 in 2006 je bila kot tip 2.1 del UCI Europe Tour, od leta 2007 je tipa 2.HC. Od leta 2005 poteka julija, pred tem je veljala za pripravljalno dirko za Dirko po Franciji. Najuspešnejši kolesar v zgodovini dirke je Wolfgang Steinmayr s štirimi zmagami. V letih 2020 in 2021 je bila odpovedana zaradi pandemije koronavirusne bolezni 2019, leta 2022 pa zaradi finančnih težav.

## Zmagovalci
| Leto | Zmagovalec                                          | Drugouvrščeni                                       | Tretjeuvrščeni                                      |
| ---- | --------------------------------------------------- | --------------------------------------------------- | --------------------------------------------------- |
| 1947 | Robert Renonce                                      | Roger Ilitch                                        | Rudi Valenta                                        |
| 1948 | Raymond Colliot                                     | Hans Goldschmidt                                    | Roger Dagorn                                        |
| 1949 | Richard Menapace                                    | Franz Deutsch                                       | Lucien Fixot                                        |
| 1950 | Richard Menapace                                    | André Hoffmann                                      | Kurt Schneider                                      |
| 1951 | Franz Deutsch                                       | Josef Hammerl                                       | Charly Gaul                                         |
| 1952 | Franz Deutsch                                       | Charly Gaul                                         | Franz Reitz                                         |
| 1953 | François Gelhausen                                  | Jean-Pierre Schmitz                                 | Adolf Christian                                     |
| 1954 | Adolf Christian                                     | Walter Muller                                       | André Messelis                                      |
| 1955 | Lasse Nordvall                                      | Adolf Christian                                     | Franz Deutsch                                       |
| 1956 | Roland Ströhm                                       | Eduard Ignatovicz                                   | Gunnar Göransson                                    |
| 1957 | Gunnar Göransson                                    | Richard Durlacher                                   | Stefan Mascha                                       |
| 1958 | Richard Durlacher                                   | Kurt Schweiger                                      | Stefan Mascha                                       |
| 1959 | Stefan Mascha                                       | Constant Goossens                                   | Herbert Kaupe                                       |
| 1960 | René Lotz                                           | Felix Damm                                          | Fritz Inthaler                                      |
| 1961 | Stefan Mascha                                       | Martin Van Den Bossche                              | Walter Müller                                       |
| 1962 | Walter Müller                                       | Adolf Christian                                     | Gustav-Adolf Schur                                  |
| 1963 | Jan Pieterse                                        | Felix Damm                                          | Arie den Hertog                                     |
| 1964 | Edy Schütz                                          | Johny Schleck                                       | Christian Frisch                                    |
| 1965 | Hans Furian                                         | Josef Beker                                         | Ryszard Zapała                                      |
| 1966 | Hans Furian                                         | Rolf Eberl                                          | Hans Konigshofer                                    |
| 1967 | Marinus Wagtmans                                    | Rudi Valenčič                                       | Fedor den Hertog                                    |
| 1968 | Jan Krekels                                         | Georg Postl                                         | Czesław Polewiak                                    |
| 1969 | Matthijs de Koning                                  | Wolfgang Steinmayr                                  | Joop Zoetemelk                                      |
| 1970 | Rudolf Mitteregger                                  | Hans Oberndorfer                                    | Hans Konigshofer                                    |
| 1971 | Roman Humenberger                                   | Rudolf Mitteregger                                  | Wolfgang Steinmayr                                  |
| 1972 | Wolfgang Steinmayr                                  | Rudolf Mitteregger                                  | Claudio Morelli                                     |
| 1973 | Wolfgang Steinmayr                                  | Viktor Neljubin                                     | Rudolf Mitteregger                                  |
| 1974 | Rudolf Mitteregger                                  | Jurij Lavruškin                                     | Siegfried Denk                                      |
| 1975 | Wolfgang Steinmayr                                  | Rudolf Mitteregger                                  | Roman Humenberger                                   |
| 1976 | Wolfgang Steinmayr                                  | Luca Olivetto                                       | Roman Humenberger                                   |
| 1977 | Rudolf Mitteregger                                  | Jiří Konečný                                        | Svatopluk Henke                                     |
| 1978 | Jostein Wilmann                                     | Stefan Mutter                                       | Erich Jagsch                                        |
| 1979 | Herbert Splinder                                    | Rudolf Mitteregger                                  | Tadeusz Wojtas                                      |
| 1980 | Geir Digerud                                        | Morten Saether                                      | Johann Traxler                                      |
| 1981 | Gerhard Zadrobilek                                  | Mieczysław Korycki                                  | Harald Maier                                        |
| 1982 | Helmut Wechselberger                                | Andrzej Mierzejewski                                | Libor Matějka                                       |
| 1983 | Kurt Zellhofer                                      | Helmut Wechselberger                                | Lubomír Burda                                       |
| 1984 | Stefan Maurer                                       | Aleksander Krasnov                                  | Lubomír Burda                                       |
| 1985 | Olaf Jentzsch                                       | Libor Matějka                                       | Primož Čerin                                        |
| 1986 | Helmut Wechselberger                                | Richard Trinkler                                    | Libor Matějka                                       |
| 1987 | Dimitrij Konišev                                    | Helmut Wechselberger                                | Sergej Uslamin                                      |
| 1988 | Dietmar Hauer                                       | Gerd Audehm                                         | Stefan Gottschling                                  |
| 1989 | Valter Bonča                                        | Peter Lammer                                        | Arne Aadnoy                                         |
| 1990 | Dietmar Hauer                                       | Roman Kreuziger st.                                 | Stefan Gottschling                                  |
| 1991 | Roman Kreuziger st.                                 | Luis Espinosa                                       | Lars Kristian Johnsen                               |
| 1992 | Valter Bonča                                        | Peter Luttenberger                                  | Dietmar Hauer                                       |
| 1993 | Georg Totschnig                                     | Roland Meier                                        | Roman Kreuziger st.                                 |
| 1994 | Harald Morscher                                     | Koos Moerenhout                                     | Lars Kristian Johnsen                               |
| 1995 | Steffen Kjærgaard                                   | František Trkal                                     | Glenn D'Hollander                                   |
| 1996 | Frank Vandenbroucke                                 | Luc Roosen                                          | Franco Ballerini                                    |
| 1997 | Daniele Nardello                                    | Frank Vandenbroucke                                 | Oscar Camenzind                                     |
| 1998 | Beat Zberg                                          | Philipp Buschor                                     | Matteo Tosatto                                      |
| 1999 | Maurizio Vandelli                                   | Georg Totschnig                                     | Branko Filip                                        |
| 2000 | Georg Totschnig                                     | Hannes Hempel                                       | Maurizio Vandelli                                   |
| 2001 | Cadel Evans                                         | Hans-Peter Obwaller                                 | Paolo Tiralongo                                     |
| 2002 | Gerrit Glomser                                      | Hans-Peter Obwaller                                 | Peter Luttenberger                                  |
| 2003 | Gerrit Glomser                                      | Jure Golčer                                         | Hans-Peter Obwaller                                 |
| 2004 | Cadel Evans                                         | Michele Scarponi                                    | Maurizio Vandelli                                   |
| 2005 | Juan Miguel Mercado                                 | Johann Tschopp                                      | Gerhard Trampusch                                   |
| 2006 | Tom Danielson                                       | Ruslan Pidhorni                                     | Christian Pfannberger                               |
| 2007 | Stijn Devolder                                      | Thomas Rohregger                                    | Jure Golčer                                         |
| 2008 | Thomas Rohregger                                    | Vladimir Gusev                                      | Ruslan Pidhorni                                     |
| 2009 | Michael Albasini                                    | Ruslan Pidhorni                                     | Branislav Samojlav                                  |
| 2010 | Riccardo Riccò                                      | Sergio Pardilla                                     | Emanuele Sella                                      |
| 2011 | Fredrik Kessiakoff                                  | Leopold König                                       | Carlos Sastre                                       |
| 2012 | Jakob Fuglsang                                      | Steve Morabito                                      | Robert Vrečer                                       |
| 2013 | Riccardo Zoidl                                      | Aleksandr Djačenko                                  | Kevin Seeldraeyers                                  |
| 2014 | Peter Kennaugh                                      | Javier Moreno                                       | Damiano Caruso                                      |
| 2015 | Víctor de la Parte                                  | Ben Hermans                                         | Jan Hirt                                            |
| 2016 | Jan Hirt                                            | Guillaume Martin                                    | Patrick Schelling                                   |
| 2017 | Stefan Denifl                                       | Delio Fernández                                     | Miguel Ángel López                                  |
| 2018 | Ben Hermans                                         | Hermann Pernsteiner                                 | Dario Cataldo                                       |
| 2019 | Ben Hermans                                         | Eduardo Sepúlveda                                   | Stefan de Bod                                       |
| 2020 | odpoved zaradi Pandemije koronavirusne bolezni 2019 | odpoved zaradi Pandemije koronavirusne bolezni 2019 | odpoved zaradi Pandemije koronavirusne bolezni 2019 |
| 2021 | odpoved zaradi Pandemije koronavirusne bolezni 2019 | odpoved zaradi Pandemije koronavirusne bolezni 2019 | odpoved zaradi Pandemije koronavirusne bolezni 2019 |
| 2022 | odpoved zaradi finančnih težav                      | odpoved zaradi finančnih težav                      | odpoved zaradi finančnih težav                      |
| 2023 | Jhonatan Narváez                                    | Jason Osborne                                       | Jesús David Peña                                    |
| 2024 | Diego Ulissi                                        | Brandon Rivera                                      | Magnus Sheffield                                    |
| 2025 | Isaac del Toro                                      | Archie Ryan                                         | Rafal Majka                                         |